# Jomo Kenyatta nemzetközi repülőtér
A Jomo Kenyatta nemzetközi repülőtér (IATA: NBO, ICAO: HKJK), korábbi nevén: Embakasi repülőtér Kenya és Nairobi legnagyobb és legforgalmasabb nemzetközi repülőtere. Nevét a független Kenya első miniszterelnökéről, Jomo Kenyattaról kapta. Éves utasforgalma 7 270 842 fő (2017). 2022-ben Afrika 10. legforgalmasabb repülőtere volt az utasszám alapján.

## Fekvése
A repülőtér 15 km-re délkeletre található Nairobi központjától, Embakasi külvárosában. A városból autópályán megközelíthető. Rendszeres buszjáratok kötik össze a városközponttal.

## Története
Az első terminált – amelyet ma már csak a Kenyai Légierő használ – 1958 májusában Kenya utolsó kormányzója, Evelyn Baring nyitotta meg. Később az 1970-es években épült a jelenlegi terminál a kifutópálya másik oldalán.

## Forgalom
Az utasforgalom az elmúlt években az alábbi módon változott:
| Utasok száma | 4 449 000 | 8 519 000 | 9 150 000 | 6 291 192 | 5 947 000 | 6 387 000 | 7 111 501 | 8 019 148 | 9 149 147 | 1 942 000 |
|              | 2006      | 2008      | 2009      | 2011      | 2013      | 2014      | 2016      | 2018      | 2019      | 2021      |

## Légitársaságok és úticélok

### Személy
| Légitársaság            | Célállomások |
| ----------------------- | --- |
| African Express Airways | Bosaso, Garowe, Hargeisa, Juba, Mogadishu |
| Air Arabia              | Sharjah |
| Air France              | Párizs |
| Air India               | Ahmedabad |
| Air Mauritius           | Mauritius |
| Air Tanzania            | Dar es Salaam |
| British Airways         | London–Heathrow |
| China Southern Airlines | Changsha, Guangzhou |
| Daallo Airlines         | Mogadishu |
| EgyptAir                | Cairo |
| Emirates                | Dubai–International |
| Ethiopian Airlines      | Addis Ababa |
| Etihad Airways          | Abu Dhabi |
| Fly540                  | Eldoret, Homa Bay, Juba, Kisumu, Lamu, Lodwar, Mombasa, Zanzibar |
| Jambojet                | Eldoret, Entebbe, Goma, Kigali, Kisumu, Malindi, Mogadishu, Mombasa, Ukunda/Diani Beach |
| Jubba Airways           | Mogadishu |
| Kenya Airways           | Abidjan, Accra, Addis Ababa, Amszterdam, Antananarivo, Bamako, Bangkok–Suvarnabhumi, Bangui, Blantyre, Brazzaville, Bujumbura, Cape Town, Dakar–Diass, Dar es Salaam, Djibouti, Dubai–International, Dzaoudzi, Entebbe, Freetown, Guangzhou, Harare, Johannesburg–O. R. Tambo, Juba, Khartoum, Kigali, Kilimanjaro, Kinshasa–N'djili, Kisumu, Lagos, Libreville, Lilongwe, Livingstone, London–Heathrow, Luanda, Lubumbashi, Lusaka, Mahé, Malindi, Maputo, Mauritius, Mombasa, Monrovia–Roberts, Moroni, Mumbai, Muscat, Nampula, Ndola, New York–JFK, Párizs, Róma–Fiumicino, Sharjah, Victoria Falls, Zanzibar |
| KLM                     | Amszterdam |
| LAM Mozambique Airlines | Dar es Salaam, Maputo, Pemba |
| Lufthansa               | Frankfurt |
| Malawi Airlines         | Lilongwe |
| Oman Air                | Muscat |
| Precision Air           | Dar es Salaam, Kilimanjaro, Zanzibar |
| Qatar Airways           | Doha |
| RwandAir                | Entebbe, Kigali |
| Saudia                  | Jeddah |
| South African Airways   | Johannesburg–O. R. Tambo |
| Turkish Airlines        | Istanbul |
| Uganda Airlines         | Entebbe |

### Cargo
| Légitársaság               | Célállomások                                                        |
| -------------------------- | ------------------------------------------------------------------- |
| Astral Aviation            | Dar es Salaam, Entebbe, Juba, Kigali, Mogadishu, Mwanza             |
| Cargolux                   | Amszterdam, Luxembourg, Maastricht/Aachen, Johannesburg–O. R. Tambo |
| EgyptAir Cargo             | Cairo                                                               |
| Emirates SkyCargo          | Dubai–Al Maktoum, Maastricht/Aachen                                 |
| FedEx                      | Dubai–International, Memphis                                        |
| Lufthansa Cargo            | Frankfurt, Johannesburg–O. R. Tambo                                 |
| Martinair                  | Amszterdam, Johannesburg–O. R. Tambo                                |
| Network Airline Management | London–Stansted repülőtér                                           |
| Qatar Airways Cargo        | Brüsszel, Doha                                                      |
| Saudia Cargo               | Amszterdam, Jeddah, Maastricht/Aachen                               |
| Silk Way Airlines          | Baku, London–Stansted, Maastricht/Aachen                            |
| Singapore Airlines Cargo   | Amszterdam, Johannesburg-O. R. Tambo, Sharjah, Singapore            |
| Turkish Cargo              | Entebbe, Istanbul, Khartoum, Kinshasa, Maastricht/Aachen            |

## Fordítás
- Ez a szócikk részben vagy egészben  a   Jomo_Kenyatta_International_Airport című angol Wikipédia-szócikk fordításán alapul.  Az eredeti cikk szerkesztőit annak laptörténete sorolja fel. Ez a jelzés csupán a megfogalmazás eredetét és a szerzői jogokat jelzi, nem szolgál a cikkben szereplő információk forrásmegjelöléseként.